# Вајт Ривер Џанкшон (Вермонт)
Вајт Ривер Џанкшон (енгл. White River Junction) насељено је место без административног статуса у америчкој савезној држави Вермонт.

## Демографија
По попису из 2010. године број становника је 2.286, што је 283 (-11,0%) становника мање него 2000. године.
| Група             | 2000.         | 2010.         |
| Белци             | 2.471 (96,2%) | 2.120 (92,7%) |
| Афроамериканци    | 15 (0,6%)     | 18 (0,8%)     |
| Азијати           | 18 (0,7%)     | 44 (1,9%)     |
| Хиспаноамериканци | 15 (0,6%)     | 44 (1,9%)     |
| Укупно            | 2.569         | 2.286         |